# Safari (hoạt động)

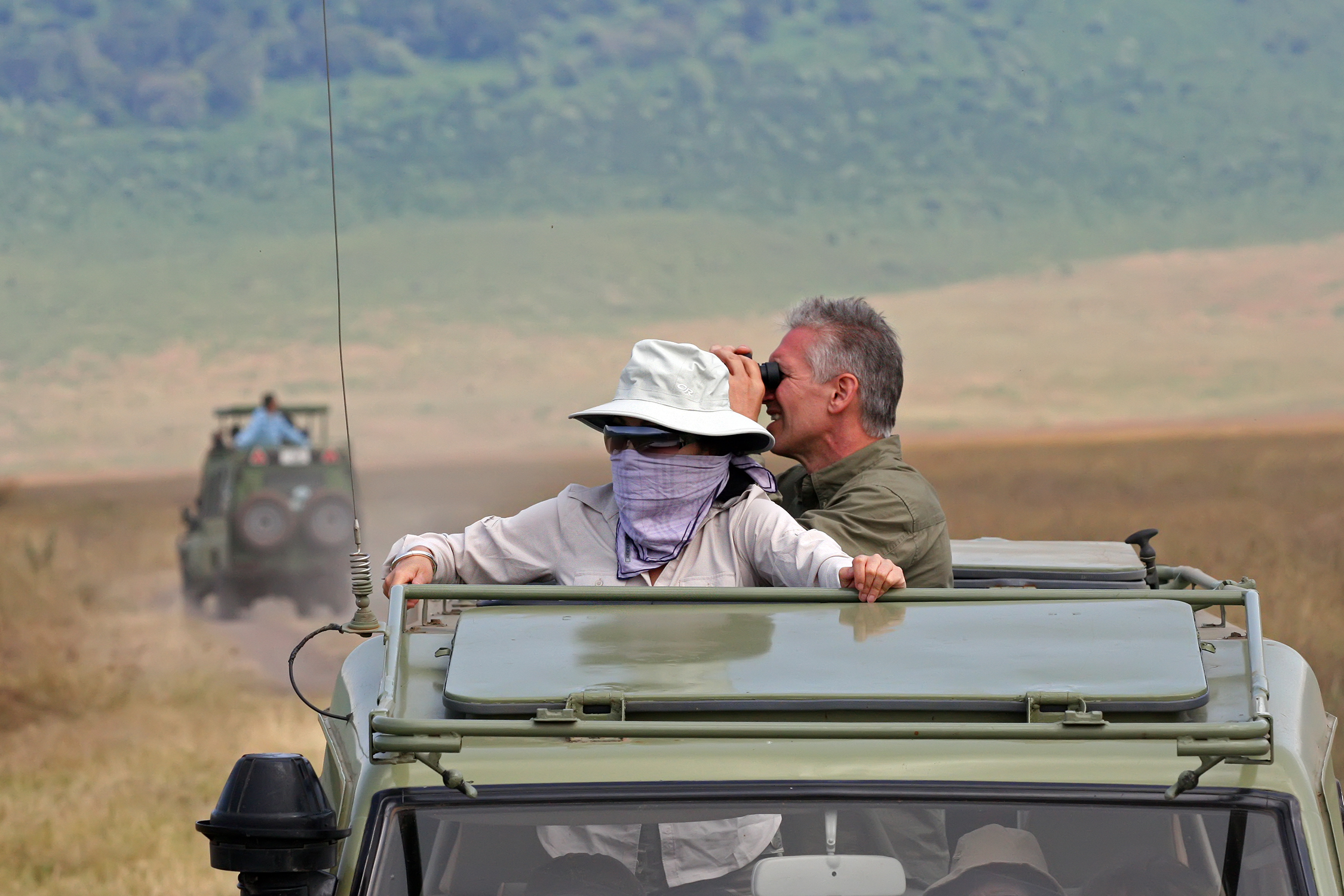
Du khách đi xe tham quan tại Khu dã sinh Ngorongoro crater

Safari là một hoạt động khám phá khu vực sinh thái rộng lớn, thường được dùng để chỉ chuyến thám hiểm của du khách ở  châu Phi. Ban đầu, mục đích của những chuyến thám thiểm thường là săn bắn, nhưng ngày nay, dã ngoại được sử dụng cho mục đích chính là tham quan động vật và ngắm cảnh.

## Từ nguyên

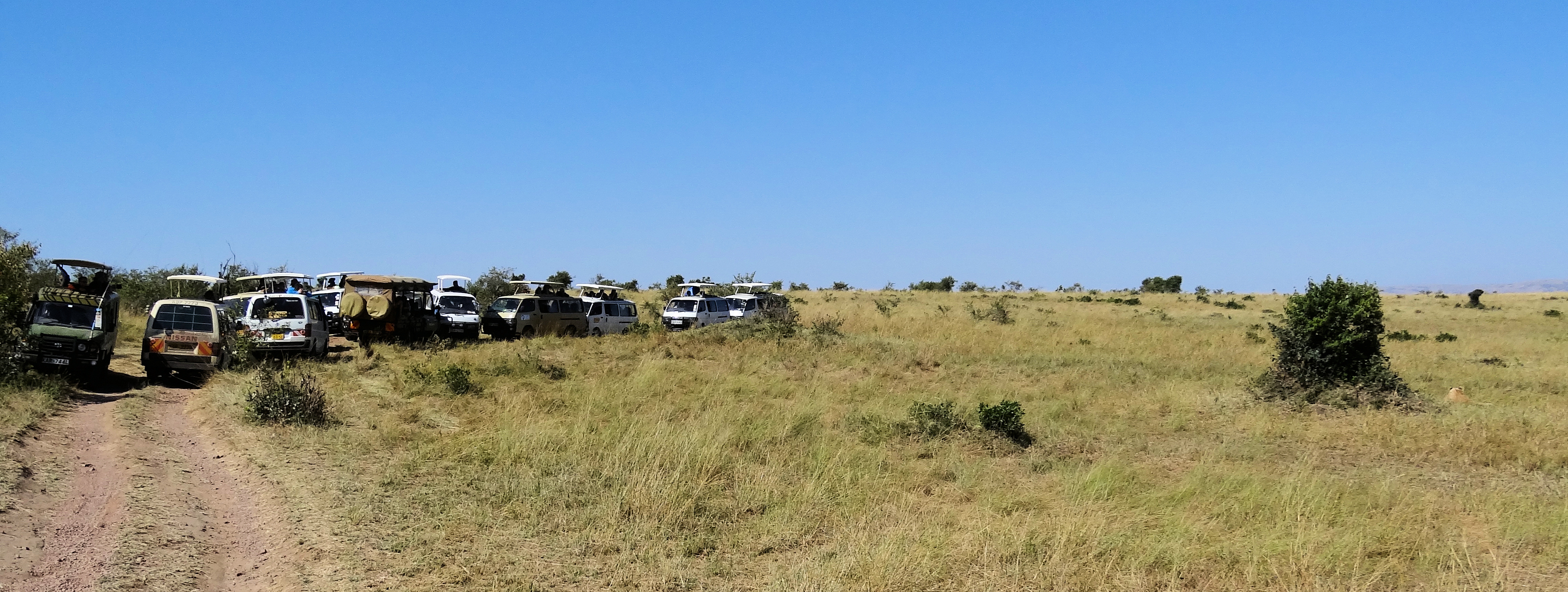
Khung cảnh điển hình ở khu dã sinh; nhóm du khách đang ngắm nhìn đàn sư tử hoang dã

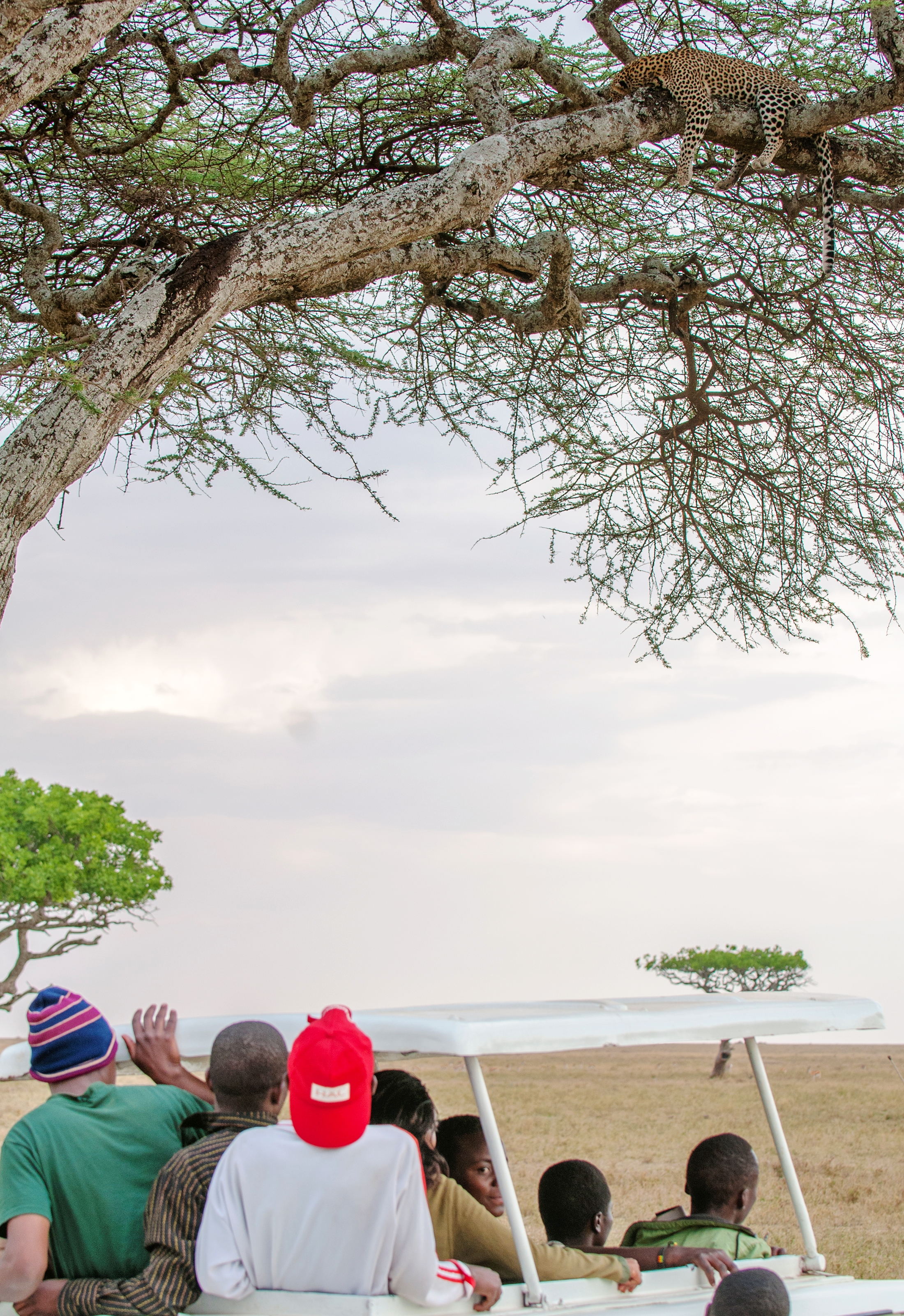
Khu dã sinh ở Vườn quốc gia Serengeti; Du khách ngắm nhìn ngay dưới chú báo trên cây

Dã ngoại trong tiếng Anh và tiếng Pháp bắt nguồn từ tiếng Swahili ở châu Phi là safari có nghĩa là chuyến đi dã ngoại, từ này lại có bắt nguồn từ tiếng Ả rập سفرية (safarīyah) cũng có nghĩa tương tự.
Từ "đi du lịch" trong tiếng Swahili là kusafiri.
Safari được đưa vào từ điển tiếng Anh vào khoảng những năm cuối 1850 bởi Richard Francis Burton, một nhà thám hiểm nổi tiếng.
Trong bài hát The Regimental March của đơn vị quân đội Anh ở châu Phi là King's African Rifles có đoạn:
Funga safari, funga safari.
Funga safari, funga safari.
Amri ya nani? Amri ya nani?
Amri ya Bwana Kapteni,
Amri ya KAR.

Dịch sang tiếng Việt là:
Chuẩn bị cho chuyến đi, 
Chuẩn bị cho chuyến đi. 
Theo lệnh ai ? Theo lệnh ai ?
Theo lệnh của đội trưởng,
Theo lệnh của KAR.

## Lịch sử
Năm 1836 William Cornwallis Harris dẫn đầu 1 đoàn người đơn thuần chỉ để thám hiểm và ghi chép lại hệ động thực vật. Harris đã lập ra một cách thám hiểu mới, với việc đi bộ vào buổi sáng, nghỉ ngơi vào buổi trưa và thảo luận với nhau những gì đã tham quan cả ngày khi dùng bữa tối kèm theo rượu và thuốc lá.

## Dã ngoại ngày nay
Dã ngoại ngày nay khác rất nhiều so với thời kỳ đầu của những chuyến thám hiểm thuộc địa của những người châu Âu. Du lịch dùng nổ đã đem lại giá trị kinh tế đáng kể cho những quốc gia ở đông và nam châu Phi như Tanzania, Kenya, Botswana, Zambia, Namibia, Uganda, Nam Phi, Cộng hòa Dân chủ Congo và Zimbabwe, nhiều loại hình dã ngoại đã ra đời như: khu dã sinh tham quan bằng voi, khu dã sinh sông nước, khu dã sinh linh trưởng, khu dã sinh tham quan bằng ngựa, khu dã sinh tham quan bằng khinh khí cầu, cắm trại trong khu dã sinh, vân...vân.